# Polystachya parva
Polystachya parva är en orkidéart som beskrevs av Victor Samuel Summerhayes. Polystachya parva ingår i släktet Polystachya och familjen orkidéer. Inga underarter finns listade i Catalogue of Life.